# Kundun
Kundun je biografska drama Martina Scorsesea iz 1997. temeljena na životu Dalaj Lame, izgnanog političkog i vjerskog vođe Tibeta. Scorsese, scenaristica Melissa Mathison (zajedno s nekoliko drugih članova produkcije) su dobili doživotne zabrane ulaska u Kinu od strane kineske vlade.
Film je loše prošao na komercijalnom planu, ali je uglavnom bio hvaljen od kritike. Neki su kritizirali film kao hagiografski, dok ga je većina smatrala dirljivim i očaravajućim, čak i bez Scorseseova udjela. Neki - posebno Jonathan Rosenbaum i Charles Taylor - su naglašavali kako spada u najljepše Scorseseove filmove.
Većina filma je snimljena u Atlas Film Studios u Ouazazateu u Maroku.
Ime "Kundun" je titula kojom se oslovljava Dalaj Lama, a u doslovnom prijevodu znači "prisutnost".

## Radnja
Osim kratkih sekvenci u Kini i Indiji, film je smješten u Tibet. Počinje potragom za 14. Dalaj Lamom. Nakon vizije Reting Rinpoche, tibetanskog regenta, nekoliko lama prerušenih u sluge otkrivaju mjesto obećavajućeg kandidata: dijete rođeno u siromašnoj pastirskoj obitelji blizu kineske granice.
Ovi i drugi lame postavljaju pred dijete test u kojem iz hrpe predmeta mora odabrati one koji su pripadali prethodnom Dalaj Lami. Dijete prolazi test; on i njegova obitelj odlaze u Lhasu, gdje će biti postavljen za novog Dalaj Lamu nakon što dođe u godine.
Tijekom putovanja, dijete počinje patiti za domom te se pretraši, ali ga Reting utješi pričom o prvom Dalaj Lami - kojem su se lame obraćali s "Kundun". Priča je dirljiva, ali i pokazuje isprepletenost svih inkarnacija Dalaj Lama uključujući i samo dijete.
Kako se film nastavlja, dijete sazrijeva u godinama i znanju. Nakon kratke borbe za vlast u kojoj Reting biva zatvoren te umire, Dalaj Lama počinje preuzimati aktivniju ulogu u vlasti i religijskom vodstvu.
U međuvremenu, kineski komunisti nakon revolucije proglašavaju Tibet tradicionalnim dijelom Kine i izražavaju želju da ga vrate u sastav matične zemlje. Na kraju, unatoč tibetanskim pozivima Ujedinjenim narodima i Sjedinjenim Državama za intervencijom, kineske komunističke snage silom upadaju u Tibet.
Kinezi isprva bivaju spremni pomoći, ali nakon što se Tibetanci počinju odupirati reorganizaciji i re-edukaciji svoga društva, Kinezi počinju poduzimati ugnjetavačke mjere.
Nakon niza užasa koje je pretrpio njegov narod, Dalaj Lama se odlučuju sastati s Mao Ce Tungom u Pekingu, prisiljen okolnostima i svojim uvjerenjima da preuzme taj veliki rizik. No, tijekom njihova privatnog sastanka posljednjeg dana Dalaj Lamina posjeta, Mao jasno ističe svoje mišljenje da je "religija otrov" te da su Tibetanci "otrovani i inferiorni".
Po povratku u Tibet, Dalaj Lama saznaje za nove grozote koje je pretrpio njegov narod koji se već počeo odupirati Kinezima u gerilskom ratu. Konačno, nakon što su Kinezi obznanili odluku da ga ubiju, obitelj i lord Chamberlain nagovaraju Dalaj Lamu da se povuče u Indiju.
Nakon što se savjetovao s proročištem o ruti svog bijega, Dalaj Lama i njegovi ljudi se preruše i bježe pod okriljem noći. Tijekom napornog putovanja, na kojem ih progone Kinezi, Dalaj Lama se teško razboli i dobiva vizije o prošlosti i budućnosti. Konačno, skupina stiže u mali planinski prolaz na indijskoj granici. Kako Dalaj Lama prolazi pokraj graničnog punkta, prilazi mu indijski stražar, pozdravi ga i upita: "Smijem li pitati, jeste li vi lord Buda?" Dalaj Lama odvraća: "Mislim da sam ja odraz, kao mjesec na vodi. Kad me vidiš, a ja pokušavam biti dobar čovjek, vidiš sebe."

## Glumci
- Tenzin Thuthob Tsarong - Dalaj Lama (Odrasli)
- Gyurme Tethong - Dalaj Lama (S 12 godina)
- Tulku Jamyang Kunga Tenzin - Dalaj Lama (S 5 godina)
- Tenzin Yeshi Paichang - Dalaj Lama (S 2 godine)
- Tencho Gyalpo - Majka
- Tenzin Topjar - Lobsang (5-10)
- Tsewang Migyur Khangsar - Otac
- Tenzin Lodoe - Takster
- Geshi Yeshi Gyatso - Lama of Sera
- Losang Gyatso - Poslanik (kao Lobsang Gyatso)
- Sonam Phuntsok - Reting Rinpoche
- Gyatso Lukhang - Lord Chamberlain
- Lobsang Samten - Kuhinjski majstor
- Jigme Tsarong - Taktra Rinpoche (kao Tsewang Jigme Tsarong)
- Tenzin Trinley - Ling Rinpoche
- Robert Lin - Mao Ce Tung
- Jurme Wangda - Premijer Lukhangwa

## Nagrade
Kundun je bio nominiran za četiri Oscara: za scenografiju, fotografiju (Roger Deakins), kostimografiju i originalnu glazbu (Philip Glass).

## Vanjske poveznice
- Kundun u internetskoj bazi filmova IMDb-a
- Kundun na Rotten Tomatoes